# Talca
Talca é uma comuna da província de Talca, localizada na Região de Maule, Chile. Possui uma área de 231,5 km² e uma população de 201.797 habitantes (2002).

## História
A cidade foi fundada em 1692 por Tomás Marín de Poveda e refundada como Villa San Agustín de Talca em 1742 por José Antonio Manso de Velasco.
A cidade desempenhou um papel importante na independência do Chile no cerco de Talca no dia 4 de março de 1814, na Batalha de Cancha Rayada em 29 de março e na Segunda Batalha de Cancha Rayada, em 16 de março de 1818. Também em 12 de fevereiro de 1818, Bernardo O' Higgins assinou a declaração de independência do Chile.
A província de Talca foi fundada em 1833 acabando com a dependência a província de Colchagua
Talca foi parcialmente destruída por um terremoto em 1928 e 2010, sendo reconstruída nas duas vezes. 